# Bobby Simmons
Bobby Simmons (Chicago, Illinois; 2 de juny de 1980). És un exjugador professional de bàsquet que jugava en la posició d'aler.
Després de tres anys a la Universitat DePaul, Simmons va ser escollit en segona ronda del draft de l'NBA del 2001 pels Seattle SuperSonics, i aquests van transferir-ne els drets als Washington Wizards. Va jugar 2 anys a la capital federal i a continuació va passar pels Los Angeles Clippers (2003-2005), Milwaukee Bucks (2005-2008) i New Jersey Nets (2008-2009). L'any 2010 va signar un contracte de 10 dies amb els San Antonio Spurs, que no va ser renovat. El 2011 es va incorporar als Reno Bighorns de la lliga de desenvolupament de l'NBA. El 2012 va tornar als Clippers i va disputar-hi la segona meitat de la temporada. Bobby Simmons va ser nomenat el jugador amb millor evolució de la lliga l'any 2005, en la seva tercera temporada a Los Angeles, quan va promediar 37,3 minuts i 16,4 punts per partit.